# Dystasia mindanaonis
Dystasia mindanaonis es una especie de escarabajo longicornio del género Dystasia, familia Cerambycidae. Fue descrita científicamente por Breuning en 1980.
Habita en Filipinas. Los machos y las hembras miden aproximadamente 15 mm. El período de vuelo de esta especie ocurre en el mes de junio.